# Polémica sobre el origen étnico de Nezamí

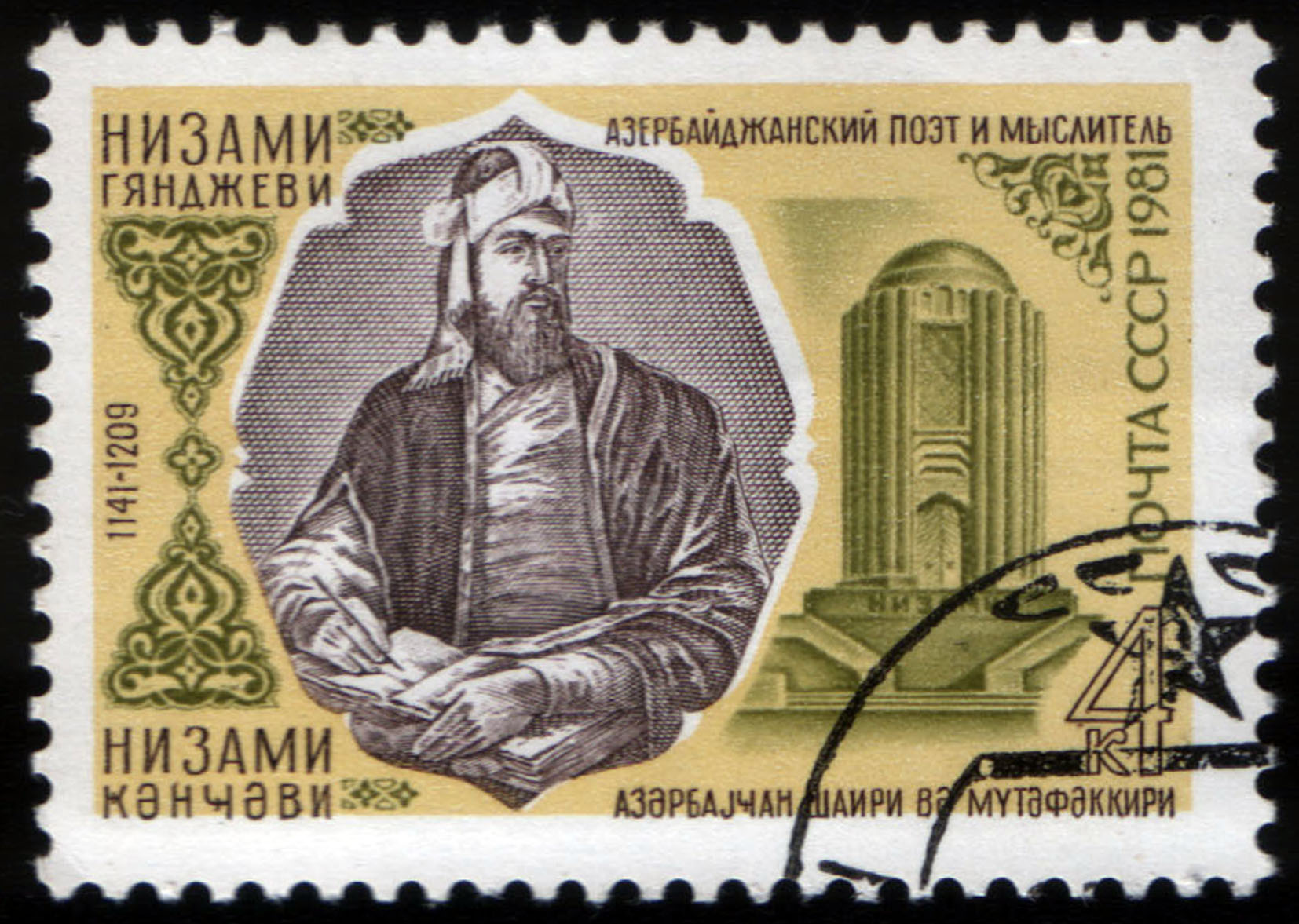
Sello postal soviético dedicado al "pensador y poeta azerí Nezamí Ganyaví", 1981, 4 kópeks (Catálogo de sellos postales de la URSS: 5197, Catálogo Scott: 4949)

La Campaña para la concesión a Nezamí de la condición de poeta nacional azerí (asimismo se utiliza el término "azerbaiyanización de Nezamí") fue un proceso de revisión de la pertenencia étnica y cultural del clásico de la poesía en lengua persa Nezamí Ganyaví que a finales de los años 30 se inició en la URSS en coincidencia con el 800 aniversario del poeta. La campaña culminó en la solemne conmemoración del año 1947, si bien sus consecuencias siguen coleando hoy en día. Por un lado, el proceso benefició a muchas de las culturas de la multinacional Unión Soviética (en primer lugar, la cultura azerí, y por otro, condujo a la excepcional politización de la cuestión de la identidad étnico-cultural de Nezamí en la URSS y en el Azerbaiyán actual.

## Causas y premisas de la campaña

### Afirmación del origen túrquico de Nezamí antes de finales de los años 30
En el año 1903 el publicista y educador Firidún Kocharlinski se refiere en su libro "Literatura de los tártaros azeríes" al poeta como un "tártaro originario de Elizavetpol" (hasta los años 30 los azeríes recibían la denominación de "tártaros"). En opinión del orientalista soviético Agafánguel Krymski la afirmación de Kocharlinski se basaba en la suposición de Johannes Scherr de que la madre de Nezamí era una azerí de Ganyá, en contra de la idea de que era kurda como sostenía el propio poeta.
Kocharlinski cita a Nezamí como un ejemplo de poeta azerí que escribió en persa, dado el préstamo general de religión, lengua y literatura que los azeríes tomaron de los persas. Por otro lado, Kocharlinski, basándose en la asunción generalizada, deriva la literatura azerí de Vagif, el poeta de lengua azerí más antiguo conocido en aquel entonces (siglo XVIII).
El historiador Yuri Slezkine menciona también que en el año 1934 el representante de la delegación azerí se refirió a Nezamí como un túrquico de Ganyá en el Primer Congreso de Escritores de la URSS.

### Opinión de la comunidad científica a finales de los años 30
La visión de Nezamí como representante de la literatura persa era dominante en el orientalismo internacional. De la misma opinión fueron hasta finales de los años 30 los orientalistas soviéticos. Los diccionarios enciclopédicos publicados en Rusia consideraban a Nezamí un poeta persa oriundo de la ciudad de Qom, en el Irán central. Este hecho más tarde sería puesto en cuestión y actualmente los investigadores se inclinan por Ganyá como su lugar de nacimiento. Así, el Diccionario Enciclopédico Brockhaus y Efron informa (artículo de Agafánguel Krymski):

el mejor poeta persa (1141-1203); oriundo de Qom pero apodado "Ganyaví" ("de Ganyá"), ya que ha pasado la mayor parte de su vida en Ganyá (actualmente Elizavetpol), donde asimismo murió.

La misma calificación recibe el poeta en la Enciclopedia Británica (1911):

poeta persa nacido en el año 535 de la Hégira (1141 d. C.). Su lugar natal o, al menos, el lugar de residencia de su padre se encontraba en el altiplano de Qom, pero dado que pasó casi toda su vida en Ganyá (Arrán), actualmente Elizavetpol, es conocido como Nezamí de Ganyá, o el Ganyeví.

### Causas que propiciaron la revisión del origen de Nezamí

#### Necesidades ideológicas del Azerbaiyán soviético en los años 30
Según Víktor Shnirelmán, tras la disolución en el año 1936 de la República Federal Socialista Soviética de Transcaucasia, la recién formada República Socialista Soviética de Azerbaiyán se vio necesitada de un relato histórico propio que permitiera, por un lado, alejar a la república del Irán chií y conjurar así las sospechas de panislamismo contrarrevolucionario, y por el otro, deslindar a los azeríes de los demás pueblos túrquicos, con la campaña oficial de lucha contra el panturquismo de fondo. Al mismo tiempo los azeríes experimentaban una necesidad acuciante de pruebas de su propia autoctonía, dado que su consideración como "pueblo advenedizo" los situaba bajo una amenaza directa de deportación. Como consecuencia se creó en la facultad de Historia de la Universidad Estatal de Azerbaiyán una cátedra de Historia de Azerbaiyán y se procedió a una precipitada "azerbaiyanización" de los protagonistas históricos y de las formaciones histórico-políticas que habían existido en el territorio de Azerbaiyán.
Yuri Slezkine destaca que en aquellos tiempos se redoblaron los esfuerzos para la construcción de las culturas nacionales de las naciones titulares. De acuerdo con la línea nacional del Partido Bolchevique todas las naciones titulares debían disponer de "Grandes Tradiciones" que, en opinión de Slezkine, debían ser inventadas en caso de necesidad para que todas las culturas nacionales, a excepción de la rusa, estuvieran en paridad de condiciones.
George Bournoutian sitúa la clasificación de Nezamí como poeta azerí, de Rudakí como uzbeko, y de Rumi como turco en un contexto de política general de debilitamiento de los vínculos entre los pueblos túrquicos y el islam y el fomento de un sentimiento de orgullosa identidad nacional.

#### Сonmemoraciones de finales de los años 30

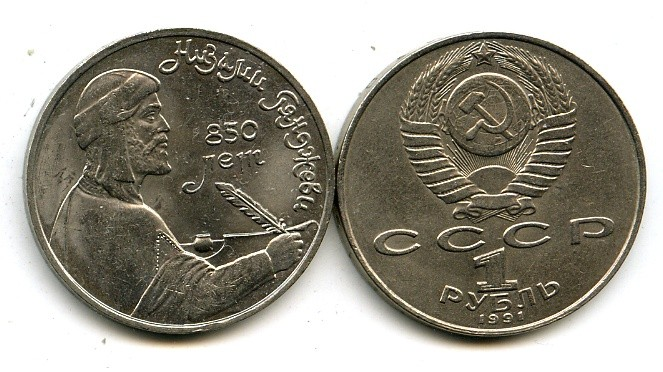
Moneda conmemorativa soviética de 1 rublo dedicada al 850 aniversario de Nezamí, 1991

En la segunda mitad de los años 30, en un marco de consolidación de los valores del "patriotismo soviético", se organizaron actividades conmemorativas de alcance pansoviético: rusas (Centenario de la muerte de Aleksandr Pushkin y 750 aniversario del "Cantar de las huestes de Ígor" en el año 1938) y nacionales, también en las repúblicas transcaucásicas (Milenario del poema épico "David de Sasún", que data del siglo X, 1939, y el 750 aniversario del poema clásico georgiano "El caballero en la piel de tigre", 1937). Para confirmar la igualdad del Azerbaiyán soviético respecto a otras repúblicas del Cáucaso, se necesitaba una conmemoración de similar envergadura. En este contexto de campañas conmemorativas por toda la Unión Soviética dio comienzo la preparación del 800 aniversario del nacimiento de Nezamí, el gran poeta azerí.

## Desarrollo de la campaña

### Declaración de Nezamí como poeta azerí
Aleksandr Tamazishvili destaca que la declaración de Nezamí como poeta azerí se hizo coincidir con su 800 aniversario.
Víktor Shnirelmán concreta algo más y apunta al año 1938.
Analizando la cronología de los acontecimientos, Tamazishvili concluye que la primera persona que tuvo la idea de declarar a Nezamí poeta azerí fue el primer secretario del Comité Central del Partido Comunista Bolchevique de la RSS de Azerbaiyán Mir Jafar Baghirov. De sólidas convicciones antiiraníes y patriota de Azerbaiyán, consideraba ideológicamente inadmisible la identificación de Nezamí como persa. Sin embargo, a finales de los años 30 esta cuestión quedaba fuera del ámbito de competencias del nivel republicano. Además los intentos de declarar azerí a Nezamí podían ser considerados por las autoridades de la Unión como una manifestación de nacionalismo. Asimismo cabía esperar objeciones de la comunidad científica, especialmente de la importante Escuela de Estudios Orientales de Leningrado.
En el año 1937 en la URSS se estaba preparando la publicación de una "Antología de poesía azerí". Los poemas de Nezamí no habían sido incluidos en su primera versión. Sin embargo, el 1 de agosto el periódico 'Bakinski Rabochi' publicó una nota en la que se señalaba que los trabajos preparatorios de la antología habían concluido y que los poemas de Nezamí habían sido incluidos, pese a los esfuerzos de los "enemigos del pueblo" que "habían hecho lo posible para que la antología pareciera más escuálida e inconsistente".
Para defender la inclusión de Nezamí entre los poetas azeríes se citó la opinión del orientalista Yuri Marr (hijo del académico Nikolái Marr) que en el año 1929 había afirmado que Nezamí era un hijo del Cáucaso y que su poesía era tenida en mayor estima en Azerbaiyán que en Persia. Según Tamazishvili Yuri Marr no había afirmado que Nezamí fuera un poeta azerí pero sí fue el único con quien podían contar los partidarios de esta visión de Nezamí. Además Yuri Marr se hallaba en aquellos tiempos "agraciado por los reflejos de la luz" de su padre que gozaba de gran autoridad en los círculos académicos y en el Partido. Más tarde se llegó a afirmar que también el académico Nikolái Marr había participado en la revisión de las "premisas de los estudios orientales burgueses que distorsionaban la imagen del poeta azerí".
En el mismo año el Instituto de Historia de Lengua y Literatura de la Sección Azerí de la Academia de Ciencias de la URSS comenzó los preparativos para la publicación de las obras de Nezamí.
El 5 de abril de 1938 en Moscú se estaba celebrando la Decena del Arte Azerí para la que en Bakú se había editado la "Antología de la poesía azerí" bajo la coordinación del poeta Vladímir Lugovskoy con versos de Nezamí traducidos por Konstantín Símonov. En el prólogo de la edición se afirmaba: "Entre los poetas azeríes del siglo XII destaca, majestuosa, la figura de Nezamí. El día de la inauguración de la Decena el editorial del periódico Pravda decía:

Aún en tiempos de desmanes feudales el pueblo azerí engendraba grandísimos artistas. La gloria de nombres tales como los de Nezamí, Jaqaní, Fuzûlî de Bagdad compiten con los de poetas persas tales como Sa'di o Hafez. Tanto Nezamí como Jakaní y Fuzûlî eran ardientes patriotas de su pueblo que no sirvieron a los invasores foráneos sino obligados por la fuerza.

El 18 de abril de 1938 Pravda publicaba un editorial titulado "Triunfo del arte azerí" que tildaba a los mismos tres poetas —Nezamí, su contemporáneo Jaqaní Shirvaní y Fuzûlî Bagdadí— de exponentes de la "rebelde, viril y soberbia alma" del pueblo azerí, "ardientes patriotas de su pueblo, defensores de la libertad e independencia de su país".
En Azerbaiyán eran conscientes de que solo se podían alcanzar resultados positivos atrayendo a orientalistas a su causa, especialmente a los de Leningrado. Quien más activamente se implicó en este proceso fue el orientalista Yevgueni Bertéls que anteriormente se había referido a Nezamí como a un poeta persa pero a comienzos de febrero de 1939 publicó en el Pravda el artículo titulado "El genial poeta azerí Nezamí", un trabajo de encargo según presume Tamazishvili.
Según Iván Luppol la mención de Nezamí en el Pravda fue una señal para la acción para la Academia de Ciencias:

Si hace medio año el Pravda publicó un "faldón" sobre Nezamí, si en la Unión Soviética el órgano del Partido ha incluido un "faldón" sobre Nezamí, es porque cada habitante consciente de la Unión Soviética debería conocer a Nezamí. Es una instrucción dirigida a todos los órganos de mando de los niveles republicano, regional y de distrito, y ahora la Academia de Ciencias debe pronunciarse sobre este asunto sin perder su elevada dignidad científica.

### El papel de Iósif Stalin

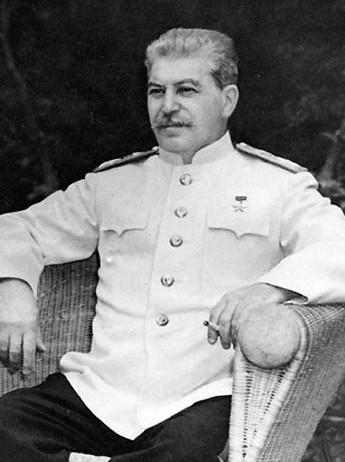
Iósif Stalin, Secretario General del Comité Central del Partido Comunista de la Unión Soviética

El 3 de abril de 1939 vio la luz un número del Pravda con un artículo del poeta ucraniano Mykola Bazhán que relataba su encuentro con Stalin:

El camarada Stalin habló sobre el poeta azerí Nezamí, citó sus obras, usó las palabras del propio poeta para invalidar la infundada afirmación de que ese gran poeta de nuestro hermano pueblo azerí debía ser entregado a la literatura iraní por el mero hecho de que hubiera escrito la mayor parte de sus poemas en lengua iraní. Nezamí afirma en sus poemas que se ve obligado a utilizar la lengua iraní porque no le permiten dirigirse a su pueblo en su lengua materna. Precisamente ese fragmento fue citado por el camarada Stalin cuyo pensamiento alcanza en su genialidad y erudición a todas las creaciones destacadas de la historia humana.

Walter Kolarz apunta que el veredicto final a favor de una visión de Nezamí como destacado poeta azerí que se había pronunciado contra los opresores y había sido forzado a escribir en una lengua extraña fue pronunciado precisamente por Iósif Stalin. Nezamí no debía pertenecer a la literatura persa a pesar de la lengua en que había escrito sus versos.
El 16 de abril el Pravda publicó un mensaje en verso de Stalin a los intelectuales de Bakú Samad Vurgun, Rasul Rza y Süleyman Rüstam en los que les agradecía el "retorno" de Nezamí a Azerbaiyán:

Se habían apropiado de nuestro Nezamí los forasteros
Mas recias eran las semillas que el cantor había plantado en los corazones agradecidos.
Tú nos has devuelto sus versos, has retornado su grandeza.
Con tu palabra inmortal a él dedicada has iluminado las páginas del mundo.

No obstante, como apunta Tamazishvili, Bertéls no había llegado a mencionar el papel de Stalin en la "repatriación" de Nezamí en ninguna publicación y también guardarían silencio al respecto las publicaciones rusas, inclusive las pertenecientes a autores azeríes. Por el contrario, el papel de Stalin en el asunto de Nezamí era reiteradamente subrayado en Azerbaiyán. Así, en el año 1947, el vicepresidente del Gosplán de la RSS de Azerbaiyán (desde 1970 presidente del Consejo de Ministros de la República) Ali İbrahimov describió de la siguiente forma el papel de Stalin en el estudio de la herencia literaria de Nezamí:

El estudio de la obra de Nezamí a gran escala, en el sentido del estudio de su polifacética y abundante herencia y su época, fue iniciado por los investigadores de la Unión Soviética en el año 1939 después de que nuestro gran líder, el camarada Stalin, conocedor de la historia en general y de la historia de los pueblos de la Unión Soviética en particular, conocedor de la cuestión nacional, se hubiera referido a Nezamí y citado sus obras en un encuentro con escritores. Después de eso los investigadores de la Unión Soviética, al haber recibido una orientación clara y profunda en su rectitud científica, desplegaron un trabajo extraordinariamente amplio en el campo del estudio de la obra de Nezamí y de su época.

### Nezamí, el poeta "devuelto a Azerbaiyán"
En el transcurso de las conmemoraciones se señaló reiteradamente que fue justamente el poder soviético y concretamente Stalin quienes "devolvieron" a los azeríes a Nezamí. Así, en el año 1940, en el marco de la Decena de la Literatura Azerí en Moscú, el destacado poeta azerí Samad Vurgun leyó una ponencia en la que destacó que Stalin había devuelto al pueblo azerí a su grandísimo poeta Nezamí del que le querían privar "los miserables enemigos del pueblo, los nacionalistas-müsavatistas, los panturquistas y demás traidores por el simple motivo de que la mayor parte de su obra hubiera sido escrita en lengua iraní.
El 22 de septiembre de 1947 el Pravda publicó el artículo titulado "Nezamí" firmado por el vicepresidente de la Unión de Escritores de la URSS Nikolái Tíjonov:

Como es bien sabido, Nezamí escribió sus poemas en farsi. Este hecho ha sido en numerosas ocasiones utilizado por los enemigos del pueblo azerí, por los historiadores burgueses y los nacionalistas iraníes para proclamar que Nezamí era un poeta iraní, como si nada tuviera que ver con su patria, Azerbaiyán. Estas descaradas mentiras no engañan a nadie.

En los actos conmemorativos de 1947 en Bakú el secretario general de la Unión de Escritores de la URSS Aleksandr Fadéiev fue aún más categórico:

Si no fuera por el poder soviético, el más grande genio del pueblo azerí, un genio universal, Nezamí, no sería conocido ni siquiera por el propio pueblo azerí.

No obstante, como destaca Tamazishvili, en los últimos años de vida de Stalin el relato que destacaba su papel en el "retorno" de Nezamí pierde importancia, dado que "en lo sucesivo su descarada explotación ya no podía aportar nada y el propio Stalin no estaba demasiado interesado en colgarse dudosas medallas en el ámbito del estudio de Nezamí, especialmente en los años de posguerra".

### Otros argumentos
La formación de la etnia azerí concluyó principalmente a finales del siglo XV. Sin embargo, el "principio territorial" fue uno de los fundamentos de la ideología del "nacionalismo soviético" y se extendía también al ámbito histórico. La idea nacional de la URSS contemplaba la proyección de las 15 repúblicas soviéticas sobre el pasado. Concretamente esta ideología separaba la literatura de Azerbaiyán de la literatura persa y consideraba azerí a Nezamí a la vista de que había residido en el territorio que más tarde formaría parte del Azerbaiyán soviético. Así, Bertéls, para demostrar la identidad azerí de Nezamí, recurrió al argumento de la erroneidad metodológica de atribuir a Irán el conjunto de la literatura persa, independientemente del lugar de su producción o la pertenencia étnica del autor.
Los comentadores azeríes interpretaron toda una serie de pasajes de poemas de Nezamí como una expresión de la autoconciencia étnica túrquica del autor.
El destacado político del Azerbaiyán de principios del siglo XX, fundador del partido Müsavat, Mammad Amin Rasulzadeh, no menciona a Nezamí en su obra editada en el año 1922. Para él el primer gran poeta azerí había sido Fuzûlî. Y tan solo en 1949 publicó "El poeta azerí Nezamí", una obra en la que escribió: "Pese a la arraigada pero falsa creencia, Nezamí es, en nuestra opinión, un poeta azerí... El estudio de las obras de Nezamí demuestra a las claras que se sitúa lejos del nacionalismo farsi, se siente pleno de amor por lo túrquico, se halla vinculado al medio y a las condiciones de Transcaucasia, se preocupa constantemente por el destino histórico y la geopolítica del país, y en ese sentido es, por supuesto, un poeta de Azerbaiyán".

### La conmemoración del 800 aniversario de Nezamí

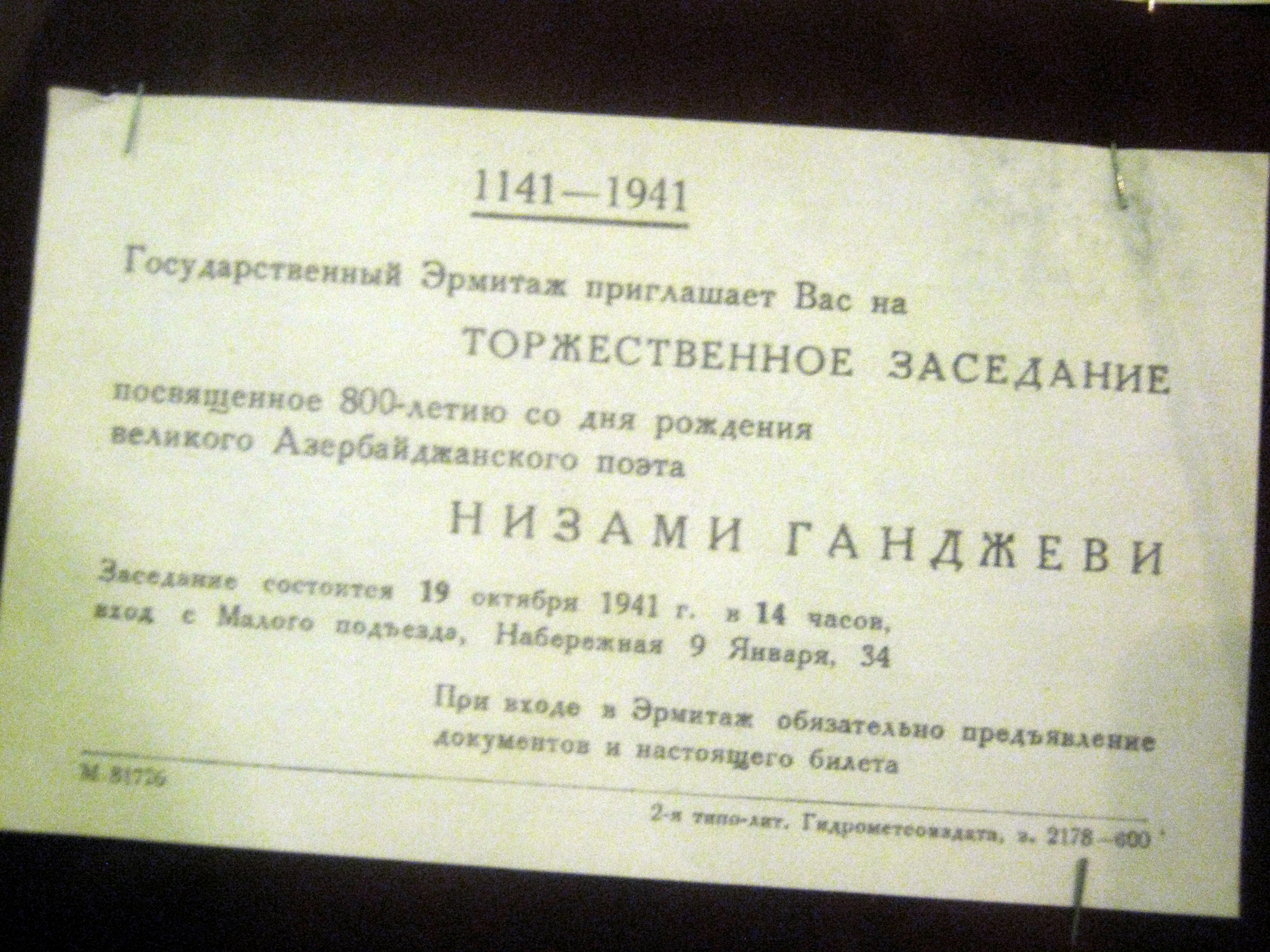
Invitación a la gala del "800 aniversario del nacimiento del gran poeta azerí Nezamí Ganyaví" en el Hermitage el 19 de octubre de 1941 (durante el sitio de Leningrado). Museo de Defensa y Sitio de Leningrado

En mayo de 1939 el Consejo de Comisarios del Pueblo de la RSS de Azerbaiyán creó un comisión especial para la preparación y celebración del 800 aniversario del "gran poeta azerí Nezamí" previsto para el año 1941.
En otoño se publicó una "Antología de la poesía azerí", tal como se había anunciado anteriormente. En el prólogo de la antología se exponían argumentos probatorios de que Nezamí había sido un poeta azerí con alusiones a Yuri Marr, citado como destacado iranista soviético, y a la "resolución especial sobre la conmemoración de Nezamí" por la que el Instituto de Estudios Orientales de la Academia de Ciencias de la URSS «reconocía firme y resueltamente que Nezamí era un poeta azerí». Las obras de Nezamí habrían registrado "genuinos retratos de la vida y la cotidianidad del pueblo azerí". Los autores explicaban la inexistencia de estudios sobre Nezamí en Azerbaiyán por tretas de «infames agentes del fascismo, nacionalistas burgueses y chovinistas de grandes potencias» que «hacían todo lo posible para ocultar al pueblo azerí la herencia de su hijo, el poeta Nezamí».
La edición de 1939 de la Gran Enciclopedia Soviética también describe a Nezamí como poeta azerí (el autor del artículo es Yevgueni Bertéls que hasta entonces había considerado a Nezamí un poeta persa). Con el artículo de la enciclopedia soviética oficial culmina el proceso de la revisión de la etnia de Nezamí en el orientalismo soviético. A partir de 1940 las enciclopedias y los investigadores soviéticos reconocerían a Nezamí como poeta azerí. Otros puntos de vista pasarían a ser considerados graves errores políticos.
En diciembre de 1939 Bertéls publicó en Literatúrnaya Gazeta el artículo titulado "Preparativos para el aniversario de Nezamí" en el que destacaba especialmente la descripción que Nezamí hizo de un utópico país de felicidad general (el final del poema "Iskandar-name"). Esta descripción es presentada por Bertéls como una premonición del surgimiento de la Unión Soviética.
Las obras de Nezamí fueron traducidas al azerí (todas las traducciones azeríes serían publicadas entre 1941 y 1947).
La celebración del aniversario, prevista para el otoño de 1941, se había aplazado por la guerra, aunque la asamblea conmemorativa sí llegó a celebrarse en el Hermitage de Leningrado durante el sitio. Al término de la guerra la campaña fue reanudada. En mayo de 1945 en Bakú abrió sus puertas el Museo Nezamí, en una de cuyas salas «una inscripción con letras doradas remite a las palabras pronunciadas por el camarada Stalin con referencia a Nezamí como gran poeta azerí que se había visto obligado a recurrir a la lengua iraní al no tener permitido dirigirse a su pueblo en su lengua materna».
La mayor parte de la exposición estaba integrada por cuadros inspirados en las obras de Nezamí. Al no existir auténticos retratos de Nezamí, el lugar central de la exposición lo ocupó una representación artística del poeta, obra del pintor Qazanfar Xalıqov que respondía a las exigencias de Baguírov. Desde los años 60 esa imagen se hizo canónica en los libros de texto azeríes. Hoy en día Qazanfar Xalıqov goza en Azerbaiyán del reconocimiento como creador de la imagen artística de Nezamí.
La campaña concluyó con eventos que se celebrarían en Bakú en mayo de 1947.

## Consecuencias

### La importancia de la identidad étnica de Nezamí en la cultura soviética
De conformidad con el "principio territorial", Nezamí, en tanto que oriundo de la futura RSS de Azerbaiyán, era, en cierta forma, "poeta de la Unión Soviética", lo que permitía su explotación ideológica. Según Serguéi Panarin los estudios soviéticos en el ámbito de las literaturas orientales se centraban en los cambios que esas literaturas y los pueblos orientales en general habían sufrido gracias al socialismo. El análisis de las obras literarias no permitía llegar a las conclusions deseadas, por lo que los investigadores se agarraban a hechos circunstanciales, tales como el lugar de nacimiento de un autor. Como consecuencia de ello autores que habían escrito exclusivamente en árabe o persa eran "adjudicados" a repúblicas soviéticas para crear la impresión de que la mejor parte de la herencia cultural presoviética de pueblos que antaño habían constituido una sola civilización, había sido producida en el territorio de la futura URSS. La propaganda soviética proponía el siguiente esquema: Nezamí habría escrito en farsi pero nació y vivió en el territorio de la futura RSS de Azerbaiyán, reflejó los anhelos del pueblo azerí y anticipó el brillante futuro de la URSS. Y su grandeza fue doble al haberlo hecho como azerí y no como extranjero. Por eso los azeríes deberían ser considerados unos "selectos" constructores del socialismo, ya que presintieron el luminoso futuro y dieron al mundo un poeta-profeta del progreso. Panarin señala que nada de ello tenía que ver con un genuino renacimiento nacional del pueblo azerí al tratarse de una iniciativa meramente ideológica.

### Consecuencias culturales de la campaña
En opinión de Tamazishvili la inclusión de Nezamí entre los poetas azeríes y la de sus obras entre las cumbres de la literatura azerí se convirtió en «el principal y revolucionario para la ciencia nacional resultado de esta campaña "conmemorativa"». En Azerbaiyán el reconocimiento de Nezamí como uno de los "suyos" impulsó todo un torrente de creaciones artísticas: el poeta Samad Vurgun escribió el drama Farhad y Shirin (1941), el compositor Fikret Amírov compuso la sinfonía En memoria de Nezamí (1947), Qara Qarayev creó entre 1947 y 1952 una serie de piezas musicales inspiradas en las obras de Nezamí (el ballet Siete bellezas, la suite homónima, y el poema sinfónico Layla y Majnun), Afasiyab Badalbeyli compuso la ópera Nezamí (1948), en 1982 vio la luz la película Nezamí. Se instalaron monumentos dedicados al poeta en Ganyá (1946) y Bakú (1949), ambos obra de Fuad Abdurajmánov. En 1985 en Bakú se inauguró la estación de metro Nezamí Ganyaví con un mosaico de ilustraciones basadas en poemas de Nezamí, obra de Mikaíl Abdulláyev). Una calle céntrica de la ciudad lleva el nombre de Nezamí. En 1947 en Kirovabad se erigió el mausoleo de Nezamí en el lugar donde, según la leyenda, se encontraba la tumba del poeta.
Tamazishvili destaca que, aunque no fueron los estudios científicos sino afirmaciones apriorísticas las que condujeron a las conclusiones relativas al origen étnico del poeta, la cultura multinacional soviética salió beneficiada. Los versos de Nezamí fueron traducidos al azerí y al ruso. El presídium de la Academia de Ciencias de la URSS incluyó en su plan de trabajo de 1938 la redacción de un estudio monográfico dedicado a la «vida y obra del gran poeta azerí Nezamí». Un papel activo en la difusión de la obra de Nezamí correspondió a Yevgueni Bertéls, quien encabezó el equipo responsable de una traducción crítica del ciclo de poemas de Nezamí "Hamsé" y publicó en 1940 el libro titulado El gran poeta azerí Nezamí. Época - Vida - Obra, adaptado a los estándares ideológicos de su tiempo. Al son de la politizada campaña conmemorativa, y en gran medida gracias a la misma, se desarrolló una amplia labor editorial, investigadora y traductológica, importante tanto en lo político como en lo cultural. Según Bertéls hacia 1948 se había constituido en la URSS una nueva disciplina, el nezamismo, y el volumen de las obras dedicadas a Nezamí en la última década "superaban en mucho todo lo que se había escrito en Europa Occidental en el último siglo y medio". El politizado análisis de la obra de Nezamí asumido en la URSS suponía que el poeta podía haber soñado con una sociedad comunista, lo que causó la protesta de Bertéls en 1947. Uno de los principales resultados de la campaña conmemorativa y la declaración de Nezamí como azerí fue la amplia difusión de la obra de Nezamí en la URSS.
|                                                |  |                                                                           |  |
| Calle Nizamí en el centro de Bakú (desde 1962) |  | Puesta en escena (2010) del balet "Siete bellezas" de Qara Qaráyev (1952) |  |

## Estado de la cuestión en la URSS posterior a 1939
Después de que en 1939 la Gran Enciclopedia Soviética etiquetara a Nezamí como poeta azerí, en las obras sucesivas ya no solo figura como la "cumbre más alta de la pléyade" de poetas azeríes del siglo XII, sino como un eslabón de la antigua literatura azerí que incluiría no solo autores vinculados al territorio de la RSS de Azerbaiyán sino también al Azerbaiyán iraní (Jatib Tebrizi, Abul-Hasan Ardebili), y cuyas primeras obras serían las leyendas medas registradas por Heródoto y Avesta de Zoroastro que reflejarían "el modo de ver la religión, la filosofía y la sociedad de los antiguos azeríes". Este planteamiento fue dominante en las encoclopedias de todo el período soviético.

### Los intentos de Bertéls de alejarse del principio etnogeográfico de clasificación
En 1948 Bertéls quiso renegar del enfoque étnico y territorial de la filología iraní. Publicó un artículo titulado "Literatura en lengua persa en Asia Central" en el que partía de la unidad de la literatura persa y afirmaba que por la misma se debe entender el conjunto de las obras "escritas en las llamadas lenguas neopersas", independientemente del origen étnico de sus autores y de la ubicación geográfica en la que fueron producidas".
Las manifestaciones de Bertéls enseguida lo convirtieron en objeto de críticas politizadas por haberse entregado a las "erróneas posiciones de orientalistas de Europa Occidental", al cosmopolitismo burgués, y haberse alejado del enfoque marxista-leninista de la literatura de los pueblos de Asia Central y el Cáucaso. En abril de 1949, en una reunión pública del Partido en el Instituto de Estudios Orientales dedicada a la lucha contra el cosmopolitismo se anunció que Bertéls estaba "ayudando a la difusión de las más recientes ideas burguesas y nacionalistas sobre la supuesta superioridad de la cultura de Irán sobre las culturas de sus países vecinos, especialmente en lo referente a las repúblicas socialistas soviéticas de Asia Central y Transcaucasia".
Bertéls intentó defender su posición señalando el absurdo metodológico de clasificar a los escritores según su pertenencia étnica o territorial.
No obstante, tras nuevas acusaciones de paniranismo reaccionario y cosmopolitismo burgués por parte de sus colegas, se vio forzado a reconocer sus "graves errores".

## El estado actual de la cuestión

### Comunidad científica internacional
En la crítica literaria moderna prevalece el punto de vista según el cual Nezamí Ganyaví, poeta del siglo XII, escribió en persa y vivió en Ganyá que en aquella época tenía una población mixta, mayoritariamente persa, y se encontraba bajo la influencia de la cultura persa. De los orígenes étnicos de Nezamí solamente se sabe que era kurdo por parte de madre. Algunos investigadores consideran que su padre procedía de la ciudad de Qom, en el Irán Central
Fuera del espacio postsoviético, las principales enciclopedias nacionales y especializadas identifican a Nezamí como poeta persa y no contemplan la versión azerí. Se trata de un punto de vista compartido por la mayoría de los principales investigadores de la poesía persa.
La mayoría de los estudiosos de la literatura persa consideran que Nezamí es un típico representante de la cultura iraní que ha influido tanto en la cultura islámica de Irán como de todo el mundo antiguo.

.
Los expertos en Historia Contemporánea Tadeusz Świętochowski y Audrey Altstadt, aún considerando a Nezamí un poeta persa, al mismo tiempo ven en él una síntesis de las culturas persa y túrquica. Los críticos de Altstadt apuntan que se limita a transmitir los enfoques de los investigadores azeríes soviéticos. La experta en el islam Shireen Hunter considera un problema que algunos científicos occidentales, también Altstadt, adopten y legimiten el punto de vista de los investigadores azeríes que incluyen a toda una serie de poetas persas medievales, en particular a Nezamí Ganyaví, en la "literatura túrquica azerí". Lornejad y Doostzadeh, tras analizar la idea de una síntesis de las culturas túrquica y persa en las obras de Nezamí, consideran que no hay motivos para suponer que tal relación existe.
En el año 2012, dentro de la serie de estudios orientales publicada en Ereván, vio la luz el libro de S. Lornejad y A. Doostzadeh "On the Politicization of the Persian Poet Nezami Ganjavi" que abordaba con detalle la cuestión de la identificación y el proceso de politización de Nezamí y que recibió críticas favorables de toda una serie de importantes orientalistas. Así, George Bournoutian destaca que dicha obra "no solo destrona una multitud de falsificaciones, sino que también, gracias a un meticuloso estudio de las obras de Nezamí, demuestra que Nezamí era, sin duda, un poeta iraní". Paola Orsatti considera que este libro demuestra lo inconsistente que es incluir a Nezamí en la cultura azerí. Kamran Talattof estima que dicha obra era completamente necesaria en un contexto de apropiación de la herencia antigua y clásica iraní.
La experta en literatura persa Rebecca Gould destaca que la mayoría de los libros sobre literatura persa que se han publicado en Azerbaiyán reducen la importancia de poetas persas nacidos en el territorio del Cáucaso, tales como Jaqaní Shirvaní o Nezamí Ganyaví, al proyecto del refuerzo del prestigio étnico. La "nacionalización" de los poetas persas clásicos en varias repúblicas de la URSS, que en tiempos soviéticos se inscribió en la política general de construcción nacional, en los Estados postsoviéticos se convirtió en objeto de especulación política y de una pseudociencia que solamente atendería a las raíces étnicas de las figuras medievales.

### Rusia
Tras la disolución de la URSS las enciclopedias en ruso continúan etiquetando a Nezamí como poeta azerí. En su artículo dedicado a la literatura azerí la enciclopedia Krugosvet (autor: Çingiz Hüseynov) reproduce íntegramente el esquema según el cual la literatura azerí se remonta al Avesta, mientras que el hecho de que los poetas de los siglos X al XIII utilizaran el persa se explica porque era "la lengua del Imperio Persa".
Otros expertos rusos vuelven a referirse a Nezamí como a un poeta persa.
En el año 2002 en San Petersburgo se instaló un monumento a Nezamí y en la inauguración estuvieron presentes los presidentes de Azerbaiyán y Rusia. En su intervención el presidente de Rusia Vladímir Putin destacó que se trataba de "un acontecimiento muy feliz y solemne: la inauguración de un monumento dedicado a un destacado hijo del Oriente, un destacado hijo de Azerbaiyán, el poeta y pensador Nezamí". El catedrático de filología iraní y decano de la Facultad de Estudios Orientales de la Universidad Estatal de San Petersburgo Iván Steblín-Kamenski, al referirse a dicho monumento, afirma que la calificación de Nezamí como poeta azerí es fruto de tendencias nacionalistas y una "descarada falsificación".

### Azerbaiyán
[[00 manat 1993, Azerbaijan (obverse).jpg|thumb|right|270px|Nezamí en un billete azerí de 500 manat]]
La cuestión de la pertenencia étnica de Nezamí se agudizó tras la conversión de la RSS de Azerbaiyán en el Estado soberano de Azerbaiyán. En opinión de Serguéi Rumiántsev e Ilgam Abbásov en el Azerbaiyán contemporáneo Nezamí se ha consolidado entre tantos otros héroes y personalidades de la cultura, desde Dede Korkut hasta Heydar Aliyev, como ejemplos a seguir para los jóvenes de hoy.
En el prólogo a la compilación de obras de Nezamí en tres tomos editada en Bakú en el año 1991 el doctor en filología Rustam Musa oglu Alíyev describe así al poeta:

Nezamí es uno de los genios más destacados no solo del pueblo azerí sino de toda la Humanidad. Se trata de un fenómeno excepcional que combina las mejores cualidades genéticas que de antiguo caracterizan a nuestro pueblo: talento, inteligencia, conciencia, honor, perspicacia y sagacidad.

La "Historia de la literaruta azerí" (Instituto Nezamí de Literatura de la Academia Nacional de Ciencias de Azerbaiyán, 2007) repite el esquema soviético haciendo remontarse a la literatura soviética hasta el Avesta.
Los dos pilares sobre los que se asienta la versión de Nezamí como poeta azerí son:
- la pertenencia territorial de Nezamí a Azerbaiyán (al tiempo que el Azerbaiyán de los atabeks, bajo cuyo gobierno vivió Nezamí, es considerado un Estado nacional azerí, al tiempo que no se acepta la aplicación del término "Irán" a aquella época, dado que no había en el mapa un país con tal denominación)[90]

- la afirmación del origen túrquica de Nezamí.[90][91][92]

Este punto de vista es el que prevalece en Azerbaiyán. En el año 2007, en el juicio del activista nacional talysh Novruzali Mammadov acusado de alta traición, la parte de la acusación hizo mención de la "inadmisible" afirmación del origen talysh, y no azerí, de Nezamí.
En 2011, en su intervención ante la Academia de Ciencias de Azerbaiyán, el presidente İlham Aliyev declaró que nadie en el mundo podía dudar de que Nezamí era un poeta azerí y que era un hecho muy fácil de probar. La percepción de Nezamí como poeta no azerí era debida, según Aliyev, a que la cultura azerí era tan rica que otros pueblos intentaban apropiarse de ella.

Nadie alberga dudas respecto a si Nezamí Ganyaví es un genial poeta azerí. Lo sabe todo el mundo. Pero si fuera necesario demostrárselo a alguien, podríamos hacerlo sin dificultades. La memoria de Nezamí es un tesoro para cada azerí. Las obras de Nezamí son, por supuesto, parte integrante de nuestra conciencia nacional. Por desgracia nos encontramos reiteradamente con que determinadas fuerzas intentan atribuirse estas obras o apropiarse de ellas. Y el principal motivo es que la literatura azerí, la cultura y el arte azeríes, son tan ricos que otras partes pretenden apropiarse de nuestro patrimonio nacional.

Según declaraciones del vicedirector de investigaciones del Instituto de Estudios Caucásicos de la Asamblea Nacional de Ciencias de Azerbaiyán, Zaur Aliyev, los manuscritos originales de Nezamí que demostrarían su origen túrquico se encuentran custodiados en Matenadaran, inaccesibles para investigadores azeríes.

## Enlaces
- Дьяконов И. М. (1995). Книга воспоминаний. Дневники и воспоминания петербургских ученых. СПб.: Европейский дом. ISBN 5-85733-042-4.
- Багиров, Адиль. «"Присвоение и отторжение культурного и исторического наследия Азербайджана иранским и армянским правительством на примере великого азербайджанского поэта Низами Гянджеви"». Archivado desde el original el 27 de enero de 2011.
- Doostzadeh, Ali. «"Politicization of the background of Nizami Ganjavi: Attempted de-Iranization of a historical Iranian figure by the USSR"». Archivado desde el original el 27 de enero de 2011.
- «Иран против азербайджанизации поэта Низами». REGNUM. Archivado desde el original el 27 de enero de 2011.

- Datos: Q502438